# Capital Punishment
Capital Punishment är Big Puns debutalbum, släppt den 28 april 1998, genom Loud Records.

## Låtlista
1. "Intro"
2. "Beware"
3. "Super Lyrical"
4. "Taster's Choice"
5. "Still Not a Player"
6. "Intermission"
7. "The Dream Shatterer"
8. "Punish Me"
9. "Pakinamac Pt. I"
10. "You Ain't a Killer"
11. "Pakinamac Pt. II"
12. "Caribbean Connection"
13. "Glamour Life"
14. "Capital Punishment"
15. "Uncensored"
16. "I'm Not a Player"
17. "Twinz (Deep Cover 98)"
18. "The Rain & the Sun"
19. "Boomerang"
20. "You Came Up"
21. "Tres Leches (Triboro Trilogy)"
22. "Charlie Rock Shout"
23. "Fast Money"
24. "Parental Discretion"